# 相原町
相原町（あいはらまち）は、東京都町田市の地名。「丁目」の設定のない単独町名である。郵便番号は194-0211。

## 地理
町田市北西部、境川の北側に位置し、東西に細長い地域である。北側は丘陵地とそれを刻む谷戸が分布し、南の境川に沿って平坦地が細長く伸びる。この平坦地を町田街道が東西に貫通し、これに沿って集落が街村状に広がっている。
東部をJR横浜線が横断し相原駅が設けられている。駅前商店街はあまり発展していないが、駅周辺は旧堺村の行政中心であり、町田市堺市民センターや市立堺中学校などがある。
北側の丘陵地の多くは森林におおわれているが、相原駅に近い東部ではところどころに宅地造成された住宅団地が分布するほか、1970年代以降、法政大学や東京家政学院大学などが都心から移転してキャンパスを設けている。また、法政大学多摩校地遺跡群など多数の遺跡などが発見され平安時代としては国内最大級となる200基以上の須恵器などが焼かれた窯跡が発見されている。
東は小山町・小山ヶ丘、西は多摩丘陵の分水界である主稜線を境界に八王子市南浅川町、南は都県境である境川を挟んで神奈川県相模原市緑区川尻・広田・町屋・相原・元橋本町・橋本、北は多摩丘陵の分水界である主稜線を境界に八王子市館町・寺田町・大船町・七国・兵衛・宇津貫町・片倉町・鑓水と接している。

### 小字「作ヶ畬（さくがあらく）」
難読地名として、「作ヶ畬（さくがあらく）」という小字がある（1034～1051番地）。「畬（あらく）」という漢字について、国土地理院が発行する地形図では1967年発行分から50年以上にわたって『「ひとやね」の下に「番」』という文字が記載されていたが、これは本来「畬」であるべき表記を当時の町田市が国土地理院に対して地名調書を提出する際に書き誤ったものであった。また、1977年発行分の地形図では「ひとやね」と等高線が重なっていたことから、『新日本地名索引』の字画索引などにおいて地形図に記載された文字の上部を「いりやね」に誤認する例が見られた。当記事の過去の版でも『「入」の下に「番」』と書く字形を「正確」と表現していたが、明治期の旧公図から現在の不動産登記記録に至るまでの表記は「作ヶ畬」である。

### 河川
- 境川 - 神奈川県相模原市との都県境付近を流れる。
  - 本川・大地沢（境川の支流）

### 地価
住宅地の地価は、2016年（平成28年）1月1日の公示地価によれば、相原町字中ケ谷戸857番41の地点で11万3000円/m2となっている。

## 歴史
1594年（文禄3年）の検地で境川が武蔵・相模両国の境界とされたことにより、北側が武蔵国多摩郡、南側が相模国高座郡に属することとなった。

### 地名の由来
古くは粟飯原とも表記し、平安時代後期から鎌倉時代にかけて武蔵国多摩郡を中心に割拠した武士団「横山党」のうちの粟飯原氏の名字の地とされる。

### 沿革
- 江戸時代初め - 「相原村」と称した。
- 1690年（元禄3年） - 西から上相原村、中相原村、下相原村に三分され、上相原村は「大戸村」とも称した。当初は3村とも全域が幕府直轄領（天領）であったが、元禄年間以降の地方直しを通じて旗本知行地となった。
- 1868年（慶応4年、明治元年） - 武蔵知県事の設置とともにその管内となり、同年末までに神奈川県に移管された。
- 1875年（明治8年） - 上相原村・中相原村・下相原村が合併して相原村となる。
- 1878年（明治11年） - 郡区町村編制法により南多摩郡の所属となった。
- 1889年（明治22年） - 町村制施行の際に小山村と合併して堺村が発足し、同村の大字・相原となった（明治の大合併）。
- 1893年（明治26年） - 神奈川県から東京府に移管され、同府南多摩郡堺村相原となる。
- 1958年（昭和33年） - 堺村が町田町、忠生村、鶴川村と合併して町田市が発足し、同市の相原町となった。
- 2004年（平成16年）4月1日 - 相原町の一部が新設された小山ヶ丘に分割された。

## 世帯数と人口
2018年（平成30年）1月1日現在の世帯数と人口は以下の通りである。
| 町丁   | 世帯数    | 人口     |
| ------ | --------- | -------- |
| 相原町 | 6,923世帯 | 15,198人 |

## 小・中学校の学区
市立小・中学校に通う場合、学区は以下の通りとなる。
| 番地 | 小学校                                      | 中学校                                        | 選択可能校                                                       |
| --- | ------------------------------------------- | --------------------------------------------- | ---------------------------------------------------------------- |
| 1～2104番地、2248～2284番地、5339～5344番地 | 町田市立相原小学校                          | 町田市立堺中学校                              | ・町田市立小中一貫ゆくのき学園 （大戸小学校、武蔵岡中学校）      |
| 2105～2247番地、2285～2365番地 2366番地の2、2367番地の2 2369番地～2373番地の1、2377番地の1～2 2378番地～2382番地の1、2384番地 2600番地、2691～3000番地 3011番地の2・4・11、3012番地～3016番地の2 3017～3115番地              | 町田市立相原小学校                          | 町田市立小中一貫ゆくのき学園 （武蔵岡中学校） | ・町田市立小中一貫ゆくのき学園 （大戸小学校） ・町田市立堺中学校 |
| 2366番地の1・4、2366番地の7～8 2367番地の1・4・6、2373番地の2 2374～2376番地、2377番地の3、2382番地の2 2383番地、2385～2580番地、2622～2673番地 3001～3010番地、3011番地の1・3・7・9～10 3016番地の5・11～12、3116～5338番地 | 町田市立小中一貫ゆくのき学園 （大戸小学校） | 町田市立小中一貫ゆくのき学園 （武蔵岡中学校） |                                                                  |

## 交通

### 鉄道
東日本旅客鉄道（JR東日本）
 横浜線　：　相原駅

### 路線バス
- 神奈川中央交通（津久井営業所・橋本営業所・町田営業所）
  - 相原駅西口バス停より東京家政学院、法政大学、大戸方面への路線が運行されている。この他、相原バス停などからは橋本駅北口に直通する路線と町田ターミナルを結ぶ路線（まちっこ相原ルート、平日1日3往復のみ）も運行されている。
- 京王電鉄バス（八王子営業所）・京王バス（高尾営業所・南大沢営業所）
  - 八王子市内から東京家政学院、法政大学、橋本駅北口を結ぶ数路線がわずかに町内へ乗り入れている。

### 道路・橋梁
- 国道16号（東京環状）
- 八王子バイパス
  - 相原IC
- 東京都道47号八王子町田線（町田街道）
- 東京都道・神奈川県道48号鍛冶谷相模原線
- 旧東京都道171号相原停車場線[9]
- 東京都道・神奈川県道506号八王子城山線
- 法政通り
- 大地沢橋・川上橋・川堺橋・風戸橋・下の馬橋・増境橋・ゆうやけ橋・川島橋・新田橋・二国橋・八幡橋・常磐橋・長寿橋・新境橋・吉田橋・二州橋・稲荷橋・両国橋・横町橋（境川）
- 相原橋（八王子バイパス）

## 施設
行政
- 町田市堺市民センター
  - 町田市立堺図書館

文化
- 町田市子どもセンターぱお
- Nature Factory 東京町田（旧・町田市大地沢青少年センター、町田市内唯一の公共宿泊施設 北緯35度36分44秒 東経139度16分35.5秒）
- 東京家政学院大学生活文化博物館
- 八木重吉記念館

保育
- 幼稚園
  - あいはら幼稚園

- 保育園
  - クローバー保育園
  - 相原駅前保育園 ティコティコらんど
  - こうさぎ保育園

教育
- 小学校
  - 町田市立相原小学校
  - 町田市立小中一貫ゆくのき学園 大戸小学校
- 中学校
  - 町田市立堺中学校
  - 町田市立小中一貫ゆくのき学園 武蔵岡中学校
- 大学
  - 法政大学 多摩キャンパス
  - 東京家政学院大学 町田キャンパス

警察
- 南大沢警察署 相原駅前交番
- 南大沢警察署 相原駐在所
- 南大沢警察署 大戸駐在所

消防
- 町田消防署 西町田出張所

病院
- 上相原病院

郵便局
- 町田相原郵便局
- 町田大戸郵便局

金融機関
- きらぼし銀行 きらぼしラウンジ相原（相原支店旧店舗。現在の支店は、相模原市緑区に所在）

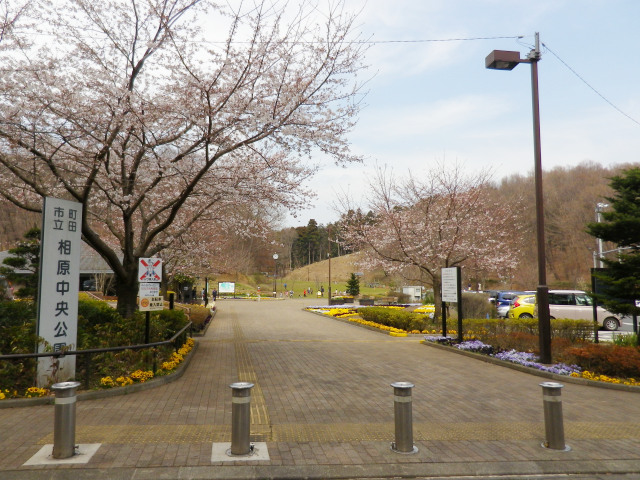
相原中央公園

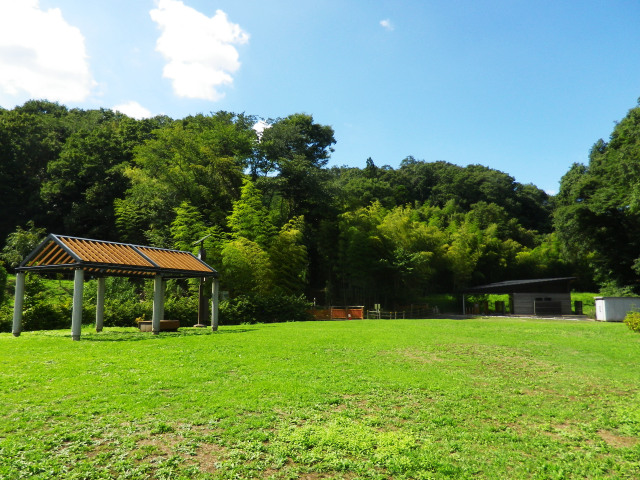
大戸緑地

農業協同組合
- 町田市農業協同組合堺支店

商業
- ウエルシア 町田相原店
- ロテン・ガーデン

結婚式場
- 八王子日本閣ノースアンジュ

公園
- 町田市立相原中央公園
- 東京都立大戸緑地

神社・寺院
- 蔵王社
- 若宮八幡神社
- 熊野神社
- 江柄八幡神社
- 八雲神社
- 子ノ神社
- 大六天社
- 御嶽神社
- 神明神社
- 長福寺
- 諏訪神社
- 浅間神社
- 清水寺
- 山王社
- 圓林寺（円林寺）
- 大戸観音堂

史跡など
- 七国峠
- ほたるの里
- 青木家屋敷

## 出身者
- 青木正太郎 - 元京浜電気鉄道社長、元衆議院議員
- 八木重吉 - 詩人

### 居住者
- 菊谷太郎 - 三立電工会長
- 菊谷武平 - 東京都南多摩郡堺村長
- 冨永愛 - モデル（1991年から1993年まで居住[10]）